# Majerka
Majerka – przysiółek wsi Lipowo w Polsce, położony w województwie warmińsko-mazurskim, w powiecie giżyckim, w gminie Kruklanki.
W latach 1975–1998 przysiółek należał administracyjnie do województwa suwalskiego.